# 乔希·格林 (政治人物)
乔舒亚·布思·格林（英語：Joshua Booth Green，1970年2月11日—）为美国民主党籍政治人物，現任夏威夷州州长。在此之前，格林曾在2018年至2022年间担任夏威夷州副州长，在2008年至2018年间担任夏威夷州参议院议员，并在2004年至2008年间担任夏威夷州众议院议员。

## 早年生活和教育
乔希·格林于1970年2月11日出生在纽约州金斯顿，后在宾夕法尼亚州匹兹堡长大。格林曾就读于贵格谷高中，并在1988年成为四位毕业生代表之一。在高中期间，格林是钥俱乐部的成员，并加入了校足球队和网球队。
格林先是于1992年在斯沃斯莫爾學院获得了人类学学士学位，后于1997年在宾夕法尼亚州立大学米尔顿·S·赫尔希医疗中心获得了醫學士学位。随后，格林在匹兹堡大学完成了为期三年的家庭医学住院医师实习。
2022年，斯沃斯莫尔学院授予格林荣誉理学博士学位。